# 安德列斯·比勒陀利乌斯

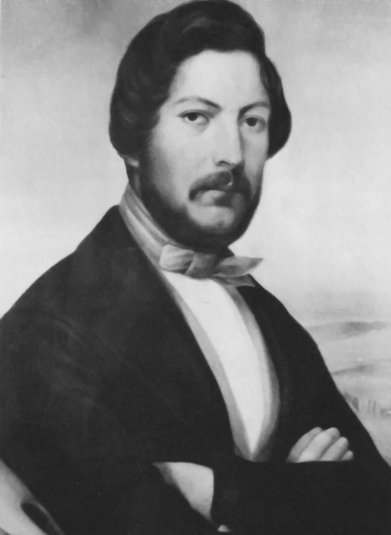
安德列斯·比勒陀利乌斯

安德列斯·威廉默斯·雅库布斯·比勒陀利乌斯（1798年11月27日—1853年7月23日），又称老比勒陀利乌斯，波耳人首领，出生在开普殖民地。
他是那塔利亚共和国的创立者，并为德兰士瓦共和国的建国做出很大贡献。他的儿子马蒂纳斯·韦塞尔·比勒陀利乌斯是德兰士瓦共和国的第一任总统。
今日南非的行政首都比勒陀利亚就是以他的名字命名。